# Башкино (посёлок при станции, Московская область)
Башкино́ — посёлок при станции в Наро-Фоминском районе Московской области. Расположен возле платформы Башкино Киевского направления Московской железной дороги, в 80 км от Киевского вокзала. Входит в состав муниципального образования «Сельское поселение Атепцевское»
Железнодорожная платформа Башкино была построена в 1904 году. В окрестностях расположены деревни Башкино, Каурцево и Рождество, посёлок Новая Ольховка.

## Население
| 2002 | 2006 | 2010 |
| ---- | ---- | ---- |
| 0    | ↗16  | ↘14  |